# 克爾茨敦 (密蘇里州)
克爾茨敦（英語：Koeltztown）是位於美國密蘇里州歐塞奇縣的非建制地區。

## 歷史
克爾茨敦的郵局自1862年營運至今。

## 地理
克爾茨敦所處的海拔為高於海平面284米（即932英呎），而該地所採用的時區為UTC-6，即北美中部時區（CST）。同時該地設有夏令時間，為UTC-6調快一小時，即UTC-5（CDT）。